# Кешорн Волкотт
Кешорн Волкотт  (англ. Keshorn Walcott, 2 квітня 1993) — тринідадський легкоатлет, метальник списа, олімпійський чемпіон та медаліст.
Особистий рекорд: 90 м 16 см.

## Виступи на Олімпіадах
| Олімпіада   | Дисципліна    | Місце |
| ----------- | ------------- | ----- |
| Лондон 2012 | метання списа | 1     |
| Ріо 2016    | метання списа | 3     |